# Mercedes-AMG F1 W12 E Performance
O Mercedes-AMG F1 W12 E Performance é o modelo de carro de corrida construído pela equipe da Mercedes para a disputa do Campeonato Mundial de Fórmula 1 de 2021, foi pilotado por Lewis Hamilton e Valtteri Bottas. O F1 W12 E Performance foi lançado em 19 de fevereiro de 2021 e sua estreia ocorreu no Grande Prêmio do Barém, a primeira etapa da temporada.
Devido ao impacto da pandemia de COVID-19, os regulamentos técnicos que estavam planejados para serem introduzidos em 2021 foram adiados para 2022. Com isso, sob um acordo entre as equipes e a FIA, os carros com especificações de 2020 — incluindo o Mercedes-AMG F1 W11 EQ Performance — teve sua vida útil estendida para competir em 2021, com a Mercedes produzindo um chassi atualizado denominado "Mercedes-AMG F1 W12 E Performance".